# 일본사립대학연맹
일반사단법인 일본사립대학연맹(일본어: 日本私立大学連盟, 영어: The Japan Association of Private Universities and Colleges, 약칭: JAPUC)은 108개의 법인과 121개의 대학을 회원으로 두고 있는 일본의 일반사단법인이다.

## 개요
4년제 사립 대학을 회원으로 두고 있는 대학 단체로서 1951년 7월 28일에 24개의 대학을 필두로 하여 설립됐다.
1. 사립 대학의 교육 연구 환경의 내실화 향상과 경영 기반 확립
2. 대학 교직원의 복리 후생
3. 회원 대학에서 학생 생활을 보내면서 대학생의 내실화 등을 도모할 수 있도록 사립 대학과 관련된 각종 사업을 수행[1]

## 연혁
- 1951년 7월 : 사립 대학 24개교(아이치, 아오야마 가쿠인, 오사카 의과, 오타니, 간사이, 간세이 가쿠인, 게이오, 고베 조가쿠인, 고야산, 고쿠가쿠인, 조치, 세이신 여자, 주오, 덴리, 도쿄 치과, 도쿄 여자, 도시샤, 도시샤 여자, 니혼, 메이지, 릿쿄, 리쓰메이칸, 류코쿠, 와세다)를 중심으로 임의 단체로서 설립
- 1956년 : 사단법인화로 전환
- 2001년 7월 : 설립 50주년을 맞이함
- 2012년 4월 : 일반사단법인으로 이행